# Három Gyűrű
A Hatalom Gyűrűi közül a három volt a legtisztább és a legnemesebb, mivel ezt Celebrimbor Szauron segítsége nélkül kovácsolta. Ő ezeket a tündék legbölcsebbjeinek adta. 
- Galadriel kapta Nenyát, a gyémánt gyűrűt, melynek eleme a víz volt.
- Círdan, a hajóács kapta a Naryát, mely rubint köves volt és a tűz volt a hatalma. Ám mikor az Istárok Középföldére jöttek, Gandalfnak adta a gyűrűt azzal a megbízással, hogy lobbantsa fel az emberek szívében a tüzet.
- A harmadikat Gil-galad kapta, az övé a Vilya lett zafír kővel és a levegő hatalmával. Gil-galad halálakor Elrondra, parancsnokára bízta a gyűrűt.

A három gyűrű mindvégig titokban volt még a tündék és még Szauron szemei elől is, hollétükről csak a viselőik tudtak, ám érezhető volt a közelükben a biztonság. A harmadkor végével a Három Gyűrű Ideje lejár és a gyűrűk őrzői elhajóznak nyugatra, hiszen küldetésük beteljesült.